# Centaurea exarata
Centaurea exarata es una especie de planta perenne de la familia de las asteráceas. 

## Descripción
Es una planta perenne, cano-aracnoideas. Tiene tallos de hasta 60 (-100) cm de altura, erectos, generalmente ramificados en la mitad superior. Hojas glanduloso-punteadas; las basales oblanceoladas, enteras, rara vez sinuado-dentadas; las caulinares de linear-lanceoladas a lineares, semiamplexicaules, auriculadas o atenuadas en un pecíolo ancho. Capítulos solitarios, con una boja bracteiforme en la base. Involucro de 14-18 x 12-16 mm, de ovoideo a cilíndrico. Brácteas involucrales externas y medias ovado-lanceoladas con 3 nervios prominentes en el dorso, glandular-punteadas; apéndice triangular no diferenciado del resto de la bráctea, fimbriado-pectinado, con 4-6 pares de setas generalmente sigmoideas, escábridas, inermes. Flores rosadas, hermafroditas, con tubo de 7-9 mm y limbo de 8-12 mm. Aquenios de 2,6-3,3 mm, ovoideos, con  12 costillas longitudinales, ligeramente vilosos; hilo cárpico subbasal, ligeramente cóncavo, glabro. Vilano de 2,5-5,5 mm, rosado o blanco-amarillento. 2n = 22 (Huelva). Florece y fructifica de junio a julio.

## Distribución y hábitat
Se encuentra en herbazales de depresiones arenosas y húmedas. Litoral. Se distribuye por el centro oeste de Portugal y sudoeste de España (Provincia Gaditano-Onubo-Algarviense).

## Taxonomía
Centaurea exarata fue descrita por Boiss. ex Coss. y publicado en Notes sur quelques Plantes de France Critiques 116. (1851)
Etimología
Centaurea: nombre genérico que procede del Griego kentauros, hombres-caballos que conocían las propiedades de las plantas medicinales.
exarata: epíteto latino que significa "surcado".
Sinonimia
- Acosta exarata (Boiss. ex Coss.) Holub	[4]